# ピヤヌット・パンノイ
ピヤヌット・パンノイ（Piyanut Pannoy、1989年11月10日 - ）は、タイの女子バレーボール選手。タイ王国代表。

## 来歴
2010年、タイ王国代表に初選出される。同年の世界選手権で三大大会に初出場した。同年のアジア競技大会でベストレシーバー賞を受賞した。2011年、アジアクラブ選手権にて金メダルを獲得した。2011-12シーズンにはアゼルバイジャンリーグのアゼルレイル・バクーに所属していた。
2012年、ワールドグランプリで4位となった。同年9月のアジアカップでは初優勝に貢献した。2013年、アジア選手権で金メダルを獲得し、グラチャンに出場した。
2016年のリオデジャネイロオリンピック世界最終予選では、多くのレセプションをこなし、レシーバー部門で2位となった。同年のモントルーバレーマスターズで準優勝し、自身もベストリベロ賞を受賞した。

## 球歴
- 世界選手権 - 2010年、2018年
- ワールドグランドチャンピオンズカップ - 2013年
- アジア選手権 - 2011年、2013年、2015年、2017年
- ワールドグランプリ - 2010年、2011年、2012年、2013年、2014年、2015年、2016年

## 受賞歴
- 2010年 - アジア競技大会 ベストレシーバー賞
- 2011年 - アジアクラブ選手権　ベストリベロ賞
- 2013年 - ユニバーシアード　ベストディガー賞
- 2016年 - モントルーバレーマスターズ　ベストリベロ賞

## 所属クラブ
- Federbrau（2008-2009年）
- Chaiyaphum VC （2009-2010年）
- Chang （2010-2011年）
- アゼルレイル・バクー（2011-2012年）
- Supreme Chonburi VC（2012-2023年）
  -  Altay VC（2017-2018年）
- アゼルレイル・バクー（2023-2024年）
- LOVBアトランタ（2024年-）